# NGC 6280-2
NGC 6280-2 is een compact sterrenstelsel in het sterrenbeeld Slangendrager. Het hemelobject werd op 8 mei 1864 ontdekt door de Duitse astronoom Albert Marth.

## Synoniemen
- MCG 1-43-8
- ZWG 53.26
- ARAK 512
- PGC 1305241